# 古格內爾格拉特山
46°43′22″N 9°38′58″E / 46.722778°N 9.649444°E

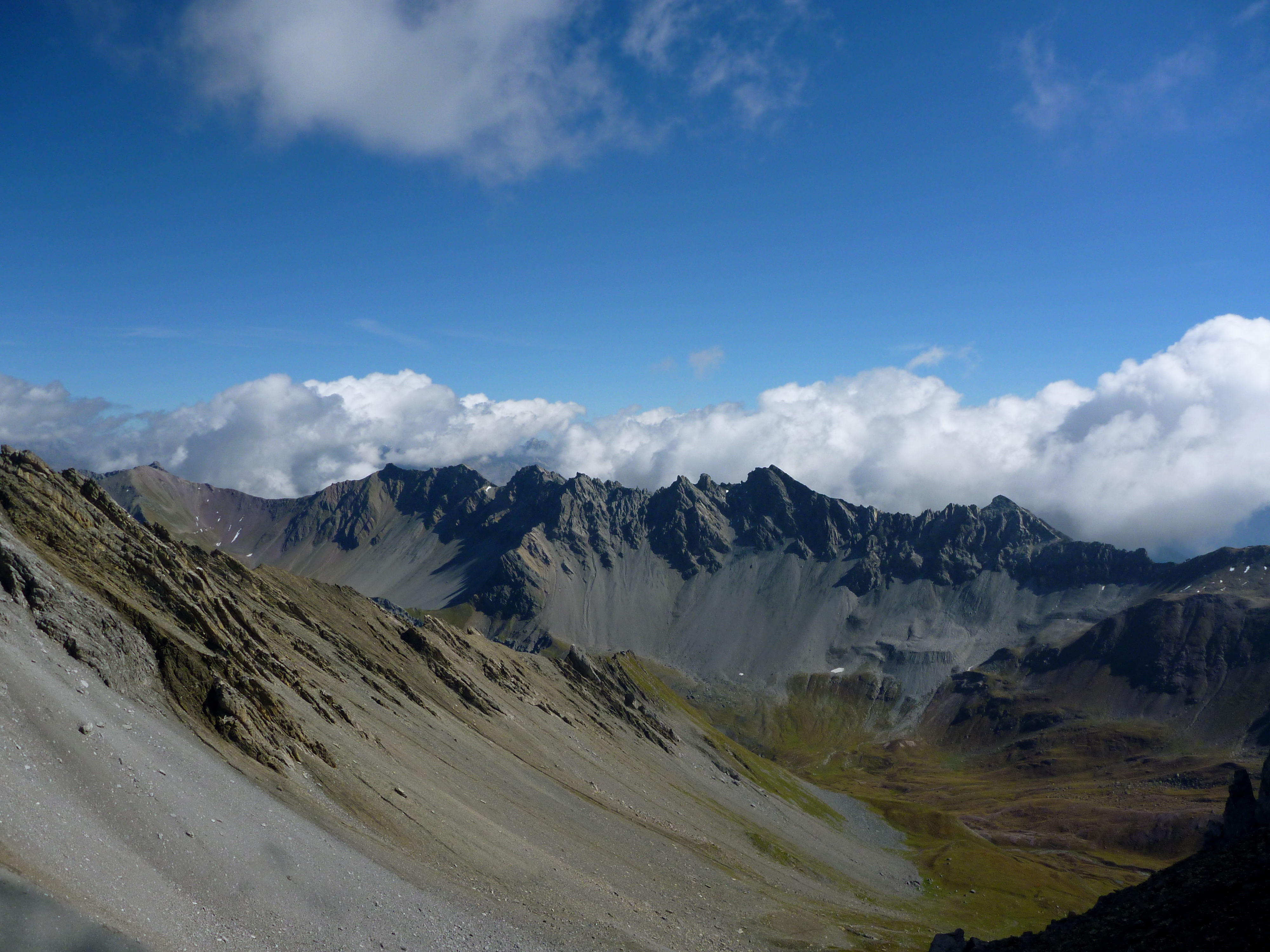

古格內爾格拉特山（Guggernellgrat），是瑞士的山峰，位於該國東南部，由格勞賓登州負責管轄，屬於普萊蘇爾阿爾卑斯山脈的一部分，海拔高度2,810米，每年平均降雨量1,729毫米。